# Liste der Leichtathletikweltrekorde der Männer nach Disziplinen seit 1971
Dies ist eine Aufzählung der Weltrekorde in Leichtathletik der Männer seit 1971 nach Disziplinen.

## 100 m
| Jahr | Datum         | Athlet         | Land    | Zeit                  | gelaufen in                                   |
| ---- | ------------- | -------------- | ------- | --------------------- | --------------------------------------------- |
| 1983 | 3. Juli       | Calvin Smith   | USA     | 9,93 s                | Colorado Springs                              |
| 1987 | 30. August    | Carl Lewis     | USA     | 9,93 s (Egalisierung) | Rom, Weltmeisterschaften                      |
| 1988 | 17. August    | Carl Lewis     | USA     | 9,93 s (Egalisierung) | Zürich, Letzigrund-Stadion, Weltklasse Zürich |
| 1988 | 24. September | Carl Lewis     | USA     | 9,92 s                | Seoul, Olympische Spiele                      |
| 1991 | 14. Juni      | Leroy Burrell  | USA     | 9,90 s                | New York, nationale Meisterschaften           |
| 1991 | 25. August    | Carl Lewis     | USA     | 9,86 s                | Tokio, Weltmeisterschaften                    |
| 1994 | 6. Juli       | Leroy Burrell  | USA     | 9,85 s                | Lausanne, IAAF-Meeting                        |
| 1996 | 27. August    | Donovan Bailey | Kanada  | 9,84 s                | Atlanta, Olympische Spiele                    |
| 1999 | 16. Juli      | Maurice Greene | USA     | 9,79 s                | Athen, IAAF-Meeting                           |
| 2005 | 14. Juni      | Asafa Powell   | Jamaika | 9,77 s                | Athen, IAAF-Meeting                           |
| 2006 | 11. Juni      | Asafa Powell   | Jamaika | 9,77 s (Egalisierung) | Gateshead, IAAF-Meeting                       |
| 2006 | 18. August    | Asafa Powell   | Jamaika | 9,77 s (Egalisierung) | Zürich, Letzigrund-Stadion, Weltklasse Zürich |
| 2007 | 9. September  | Asafa Powell   | Jamaika | 9,74 s                | Rieti, IAAF-Meeting                           |
| 2008 | 31. Mai       | Usain Bolt     | Jamaika | 9,72 s                | New York City                                 |
| 2008 | 16. August    | Usain Bolt     | Jamaika | 9,69 s                | Peking, Olympische Spiele                     |
| 2009 | 16. August    | Usain Bolt     | Jamaika | 9,58 s                | Berlin, Weltmeisterschaften                   |

wegen Dopings aberkannte Weltrekorde
- 1987 30. August – Ben Johnson, Kanada 9,83 s (Rom, Weltmeisterschaften)
- 1988 24. September – Ben Johnson, Kanada, 9,79 s (Seoul, Olympische Spiele)
- 2002 14. September – Tim Montgomery, USA, 9,78 s (Paris, Meeting Gaz de France)
- 2006 12. Mai – Justin Gatlin, USA, 9,77 s (Doha, IAAF-Meeting)

## 200 m
| Jahr | Datum         | Athlet          | Land    | Zeit    | gelaufen in  |
| ---- | ------------- | --------------- | ------- | ------- | ------------ |
| 1979 | 12. September | Pietro Mennea   | Italien | 19,72 s | Mexiko-Stadt |
| 1996 | 23. Juni      | Michael Johnson | USA     | 19,66 s | Atlanta      |
| 1996 | 1. August     | Michael Johnson | USA     | 19,32 s | Atlanta      |
| 2008 | 20. August    | Usain Bolt      | Jamaika | 19,30 s | Peking       |
| 2009 | 20. August    | Usain Bolt      | Jamaika | 19,19 s | Berlin       |

## 400 m
| Jahr | Datum      | Athlet            | Land | Zeit    | gelaufen in                                   |
| ---- | ---------- | ----------------- | ---- | ------- | --------------------------------------------- |
| 1988 | 17. August | Harry Reynolds    | USA  | 43,29 s | Zürich, Letzigrund-Stadion, Weltklasse Zürich |
| 1999 | 26. August | Michael Johnson   | USA  | 43,18 s | Sevilla, Weltmeisterschaften                  |
| 2016 | 14. August | Wayde van Niekerk | RSA  | 43,03 s | Rio de Janeiro, Olympische Spiele             |

## 800 m
| Jahr | Datum      | Athlet              | Land                   | Zeit        | gelaufen in                                   |
| ---- | ---------- | ------------------- | ---------------------- | ----------- | --------------------------------------------- |
| 1973 | 27. Mai    | Rick Wohlhuter      | USA                    | 1:44,0 min  | Los Angeles                                   |
| 1973 | 27. Juni   | Marcello Fiasconaro | Italien                | 1:43,7 min  | Mailand                                       |
| 1974 | 8. Juli    | Rick Wohlhuter      | USA                    | 1:43,5 min  | [ Anm. 1 ]                                    |
| 1976 | 25. Juli   | Alberto Juantorena  | Kuba                   | 1:43,5 min  | Montreal                                      |
| 1977 | 21. August | Alberto Juantorena  | Kuba                   | 1:43,4 min  | Sofia                                         |
| 1979 | 5. Juli    | Sebastian Coe       | Vereinigtes Königreich | 1:42,33 min | Oslo, Bislett Games                           |
| 1981 | 10. Juni   | Sebastian Coe       | Vereinigtes Königreich | 1:41,73 min | Florenz, Città di Firenze                     |
| 1997 | 13. August | Wilson Kipketer     | Dänemark               | 1:41,24 min | Zürich, Letzigrund-Stadion, Weltklasse Zürich |
| 1997 | 24. August | Wilson Kipketer     | Dänemark               | 1:41,11 min | Köln, ASV-Meeting                             |
| 2010 | 22. August | David Rudisha       | Kenia                  | 1:41,09 min | Berlin, ISTAF                                 |
| 2012 | 9. August  | David Rudisha       | Kenia                  | 1:40,91 min | London, Olympische Spiele                     |

1. 1 2  Endzeit in einem 880-Yards-Lauf (804,68 m)

## 1000 m
| Jahr | Datum        | Athlet         | Land                   | Zeit        | gelaufen in         |
| ---- | ------------ | -------------- | ---------------------- | ----------- | ------------------- |
| 1974 | 30. Juli     | Rick Wohlhuter | USA                    | 2:13,9 min  |                     |
| 1980 | 1. Juli      | Sebastian Coe  | Vereinigtes Königreich | 2:13,4 min  | Oslo, Bislett Games |
| 1981 | 11. Juli     | Sebastian Coe  | Vereinigtes Königreich | 2:12,18 min | Oslo, Oslo Games    |
| 1999 | 5. September | Noah Ngeny     | Kenia                  | 2:11,96 min | Rieti               |

## 1500 m
| Jahr | Datum        | Athlet             | Land                   | Zeit        | gelaufen in                                   |
| ---- | ------------ | ------------------ | ---------------------- | ----------- | --------------------------------------------- |
| 1974 | 2. Februar   | Filbert Bayi       | Tansania               | 3:32,16 min | Christchurch, British Commonwealth Games      |
| 1979 | 15. August   | Sebastian Coe      | Vereinigtes Königreich | 3:32,1 min  | Zürich, Letzigrund-Stadion, Weltklasse Zürich |
| 1980 | 27. August   | Steve Ovett        | Vereinigtes Königreich | 3:31,36 min | Koblenz, Internationales Abendsportfest       |
| 1983 | 28. August   | Sydney Maree       | USA                    | 3:31,24 min | Köln                                          |
| 1983 | 4. September | Steve Ovett        | Vereinigtes Königreich | 3:30,77 min | Rieti, Invitation Event/Meeting               |
| 1985 | 16. Juli     | Steve Cram         | Vereinigtes Königreich | 3:29,67 min | Nizza                                         |
| 1985 | 23. August   | Saïd Aouita        | Marokko                | 3:29,46 min | Berlin                                        |
| 1992 | 6. September | Noureddine Morceli | Algerien               | 3:28,86 min | Rieti                                         |
| 1995 | 12. Juli     | Noureddine Morceli | Algerien               | 3:27,37 min | Nizza                                         |
| 1998 | 14. Juli     | Hicham El Guerrouj | Marokko                | 3:26,00 min | Rom, Golden Gala                              |

## 3000 m
| Jahr | Datum         | Athlet             | Land                   | Zeit        | gelaufen in |
| ---- | ------------- | ------------------ | ---------------------- | ----------- | ----------- |
| 1972 | 14. September | Emil Puttemans     | Belgien                | 7:37,6 min  | Aarhus      |
| 1974 | 3. August     | Brendan Foster     | Vereinigtes Königreich | 7:35,2 min  | Gateshead   |
| 1978 | 27. Juni      | Henry Rono         | Kenia                  | 7:32,1 min  | Oslo        |
| 1989 | 20. August    | Saïd Aouita        | Marokko                | 7:29,45 min | Köln        |
| 1992 | 16. August    | Moses Kiptanui     | Kenia                  | 7:28,96 min | Köln        |
| 1994 | 2. August     | Noureddine Morceli | Algerien               | 7:25,11 min | Monte-Carlo |
| 1996 | 1. September  | Daniel Komen       | Kenia                  | 7:20,67 min | Rieti       |

## 5000 m
| Jahr | Datum         | Athlet             | Land                   | Zeit         | gelaufen in                                   |
| ---- | ------------- | ------------------ | ---------------------- | ------------ | --------------------------------------------- |
| 1972 | 14. September | Lasse Virén        | Finnland               | 13:16,4 min  | Helsinki                                      |
| 1972 | 20. September | Emil Puttemans     | Belgien                | 13:13,0 min  | Brüssel                                       |
| 1977 | 5. Juli       | Dick Quax          | Neuseeland             | 13:12,86 min | Stockholm, DN Galan                           |
| 1978 | 8. April      | Henry Rono         | Kenia                  | 13:08,4 min  | Berkeley                                      |
| 1981 | 13. September | Henry Rono         | Kenia                  | 13:06,20 min | Knarvik                                       |
| 1982 | 7. Juli       | David Moorcroft    | Vereinigtes Königreich | 13:00,41 min | Oslo, Bislett Games                           |
| 1985 | 27. Juli      | Saïd Aouita        | Marokko                | 13:00,40 min | Oslo, Bislett Games                           |
| 1987 | 22. Juli      | Saïd Aouita        | Marokko                | 12:58,39 min | Rom, Golden Gala                              |
| 1994 | 4. Juni       | Haile Gebrselassie | Äthiopien              | 12:56,96 min | Hengelo, FBK-Games                            |
| 1995 | 6. Juni       | Moses Kiptanui     | Kenia                  | 12:55,30 min | Rom, Golden Gala                              |
| 1995 | 16. August    | Haile Gebrselassie | Äthiopien              | 12:44,39 min | Zürich, Letzigrund-Stadion, Weltklasse Zürich |
| 1997 | 13. August    | Haile Gebrselassie | Äthiopien              | 12:41,86 min | Zürich, Letzigrund-Stadion, Weltklasse Zürich |
| 1997 | 22. August    | Daniel Komen       | Kenia                  | 12:39,74 min | Brüssel, Memorial Van Damme                   |
| 1998 | 13. Juni      | Haile Gebrselassie | Äthiopien              | 12:39,36 min | Helsinki                                      |
| 2004 | 31. Mai       | Kenenisa Bekele    | Äthiopien              | 12:37,35 min | Hengelo, FBK-Games                            |
| 2020 | 14. August    | Joshua Cheptegei   | Uganda                 | 12:35,36 min | Monaco, Stade Louis II, Herculis              |

## 10.000 m
| Jahr | Datum        | Athlet             | Land                   | Zeit         | gelaufen in                                                     |
| ---- | ------------ | ------------------ | ---------------------- | ------------ | --------------------------------------------------------------- |
| 1972 | 3. September | Lasse Virén        | Finnland               | 27:38,4 min  | München, Olympische Spiele                                      |
| 1973 | 13. Juli     | David Bedford      | Vereinigtes Königreich | 27:30,8 min  | London, Amateur Athletic Association (of England) Championships |
| 1977 | 30. Juni     | Samson Kimobwa     | Kenia                  | 27:30,5 min  | Helsinki                                                        |
| 1978 | 11. Juni     | Henry Rono         | Kenia                  | 27:22,4 min  | Wien                                                            |
| 1984 | 2. Juli      | Fernando Mamede    | Portugal               | 27:13,81 min | Stockholm                                                       |
| 1989 | 18. August   | Arturo Barrios     | Mexiko                 | 27:08,23 min | Berlin, Internationales Stadionfest                             |
| 1993 | 5. Juli      | Richard Chelimo    | Kenia                  | 27:07,91 min | Stockholm, DN Galan                                             |
| 1993 | 10. Juli     | Yobes Ondieki      | Kenia                  | 26:58,38 min | Oslo, Bislett Games                                             |
| 1994 | 22. Juli     | William Sigei      | Kenia                  | 26:52,23 min | Oslo, Bislett Games                                             |
| 1995 | 5. Juni      | Haile Gebrselassie | Äthiopien              | 26:43,53 min | Hengelo, FBK-Games                                              |
| 1996 | 23. August   | Salah Hissou       | Marokko                | 26:38,08 min | Brüssel, Memorial Van Damme                                     |
| 1997 | 4. Juli      | Haile Gebrselassie | Äthiopien              | 26:31,32 min | Oslo, Bislett Games                                             |
| 1997 | 22. August   | Paul Tergat        | Kenia                  | 26:27,85 min | Brüssel, Memorial Van Damme                                     |
| 1998 | 1. Juni      | Haile Gebrselassie | Äthiopien              | 26:22,75 min | Hengelo, FBK-Games                                              |
| 2004 | 8. Juni      | Kenenisa Bekele    | Äthiopien              | 26:20,31 min | Ostrava, Golden Spike                                           |
| 2005 | 26. August   | Kenenisa Bekele    | Äthiopien              | 26:17,54 min | Brüssel, Memorial Van Damme                                     |
| 2020 | 7. Oktober   | Joshua Cheptegei   | Uganda                 | 26:11,00 min | Valencia, World Record Day                                      |

## Marathon
- 1981 6. August – Robert de Castella, Australien, lief den Fukuoka-Marathon in 2:08:18 h
- 1984 21. Mai – Steve Jones, Vereinigtes Königreich, lief den Marathon in 2:08:05 h
- 1985 2. November – Carlos Lopes, Portugal, lief den Marathon in 2:07:12 h
- 1988 17. April – Belayneh Dinsamo, Äthiopien, lief den Rotterdam-Marathon in 2:06:50 h.
- 1998 20. September – Ronaldo da Costa, Brasilien, lief den Berlin-Marathon in 2:06:05 h
- 1999 24. Mai – Khalid Khannouchi, USA, lief den Chicago-Marathon in 2:05:42 h
- 2002 13. September – Khalid Khannouchi, USA, lief den London-Marathon in 2:05:38 h (erste offiziell anerkannte Weltbestzeit)
- 2003 28. September – Paul Tergat, Kenia, lief den Berlin-Marathon in 2:04:55 h (erster offiziell anerkannter Weltrekord)
- 2007 30. September – Haile Gebrselassie, Äthiopien, lief den Berlin-Marathon 2007 in 2:04:26 h
- 2008 28. September – Haile Gebrselassie, Äthiopien, lief den Berlin-Marathon 2008 in 2:03:59 h
- 2011 25. September – Patrick Makau Musyoki, Kenia, lief den Berlin-Marathon 2011 in 2:03:38 h
- 2013 29. September – Wilson Kipsang, Kenia, lief den Berlin-Marathon 2013 in 2:03:23 h
- 2014 28. September – Dennis Kipruto Kimetto, Kenia, lief den Berlin-Marathon 2014 in 2:02:57 h
- 2018 16. September – Eliud Kipchoge, Kenia, lief den Berlin-Marathon 2018 in 2:01:39 h
- 2022 25. September – Eliud Kipchoge, Kenia, lief den Berlin-Marathon 2022 in 2:01:09 h
- 2023 8. Oktober – Kelvin Kiptum, Kenia, lief den Chicago-Marathon 2023 in 2:00:35 h[1]

## 110 m Hürden
| Jahr | Datum        | Athlet            | Land                   | Zeit                   | gelaufen in                 |
| ---- | ------------ | ----------------- | ---------------------- | ---------------------- | --------------------------- |
| 1972 | 7. September | Rod Milburn       | USA                    | 13,24 s                | München, Olympische Spiele  |
| 1977 | 21. August   | Alejandro Casañas | Kuba                   | 13,21 s                | Sofia                       |
| 1979 | 14. April    | Renaldo Nehemiah  | USA                    | 13,16 s                | San José                    |
| 1979 | 6. Mai       | Renaldo Nehemiah  | USA                    | 13,00 s                | Westwood                    |
| 1981 | 19. August   | Renaldo Nehemiah  | USA                    | 12,93 s                | Zürich, Letzigrund-Stadion  |
| 1989 | 16. August   | Roger Kingdom     | USA                    | 12,92 s                | Zürich, Letzigrund-Stadion  |
| 1993 | 20. August   | Colin Jackson     | Vereinigtes Königreich | 12,91 s                | Stuttgart                   |
| 2004 | 27. August   | Liu Xiang         | Volksrepublik China    | 12,91 s (Egalisierung) | Athen, Olympische Spiele    |
| 2006 | 11. Juli     | Liu Xiang         | Volksrepublik China    | 12,88 s                | Lausanne                    |
| 2008 | 12. Juni     | Dayron Robles     | Kuba                   | 12,87 s                | Ostrava                     |
| 2012 | 7. September | Aries Merritt     | USA                    | 12,80 s                | Brüssel, Memorial Van Damme |

## 400 m Hürden
| Jahr | Datum        | Athlet          | Land     | Zeit    | gelaufen in                             |
| ---- | ------------ | --------------- | -------- | ------- | --------------------------------------- |
| 1972 | 2. September | John Akii-Bua   | Uganda   | 47,82 s | München, Olympische Spiele              |
| 1976 | 25. Juli     | Edwin Moses     | USA      | 47,63 s | Montreal, Olympische Spiele             |
| 1977 | 11. Juni     | Edwin Moses     | USA      | 47,45 s | Westwood                                |
| 1980 | 3. Juli      | Edwin Moses     | USA      | 47,13 s | Mailand                                 |
| 1983 | 31. August   | Edwin Moses     | USA      | 47,02 s | Koblenz, Internationales Abendsportfest |
| 1992 | 6. August    | Kevin Young     | USA      | 46,78 s | Barcelona, Olympische Spiele            |
| 2021 | 3. August    | Karsten Warholm | Norwegen | 45,94 s | Tokio, Olympische Spiele                |

## 3000 m Hindernis
| Jahr | Datum         | Athlet               | Land     | Zeit        | gelaufen in                 |
| ---- | ------------- | -------------------- | -------- | ----------- | --------------------------- |
| 1972 | 14. September | Anders Gärderud      | Schweden | 8:20,8 min  | Helsinki                    |
| 1973 | 19. Juni      | Ben Jipcho           | Kenia    | 8:19,8 s    | Helsinki                    |
| 1973 | 27. Juni      | Ben Jipcho           | Kenia    | 8:13,91 s   | Helsinki                    |
| 1975 | 25. Juni      | Anders Gärderud      | Schweden | 8:10,4 min  | Oslo                        |
| 1975 | 1. Juli       | Anders Gärderud      | Schweden | 8:09,70 min | Stockholm                   |
| 1976 | 28. Juli      | Anders Gärderud      | Schweden | 8:08,02 min | Montreal, Olympische Spiele |
| 1978 | 13. Mai       | Henry Rono           | Kenia    | 8:05,4 min  | Seattle                     |
| 1989 | 3. Juli       | Peter Koech          | Kenia    | 8:05,35 min | Stockholm                   |
| 1992 | 19. August    | Moses Kiptanui       | Kenia    | 8:02,08 min | Zürich, Letzigrund-Stadion  |
| 1995 | 16. August    | Moses Kiptanui       | Kenia    | 7:59,18 min | Zürich, Letzigrund-Stadion  |
| 1997 | 13. August    | Wilson Boit Kipketer | Kenia    | 7:59,08 min | Zürich, Letzigrund-Stadion  |
| 1997 | 24. August    | Bernard Barmasai     | Kenia    | 7:55,72 min | Köln                        |
| 2001 | 24. August    | Brahim Boulami       | Marokko  | 7:55,28 min | Brüssel, Memorial Van Damme |
| 2004 | 3. September  | Saif Saaeed Shaheen  | Katar    | 7:53,63 min | Brüssel, Memorial Van Damme |

## 4 × 100 m Staffel
| Jahr | Datum        | Athleten                                                                | Land       | Zeit                   | gelaufen in                    |
| ---- | ------------ | ----------------------------------------------------------------------- | ---------- | ---------------------- | ------------------------------ |
| 1983 | 10. August   | Emmit King, Willie Gault, Calvin Smith, Carl Lewis                      | USA        | 37,86 s                | Helsinki                       |
| 1984 | 11. August   | Sam Graddy, Ron Brown, Calvin Smith, Carl Lewis                         | USA        | 37,83 s                | Los Angeles, Olympische Spiele |
| 1990 | 1. September | Max Morinière, Daniel Sangouma, Jean-Charles Trouabal, Bruno Marie-Rose | Frankreich | 37,79 s                | Split                          |
| 1991 | 7. August    | Michael Marsh, Leroy Burrell, Dennis Mitchell, Carl Lewis               | USA        | 37,67 s                | Zürich                         |
| 1991 | 1. September | Andre Cason, Leroy Burrell, Dennis Mitchell, Carl Lewis                 | USA        | 37,50 s                | Tokio, Weltmeisterschaften     |
| 1992 | 8. August    | Michael Marsh, Leroy Burrell, Dennis Mitchell, Carl Lewis               | USA        | 37,40 s                | Barcelona, Olympische Spiele   |
| 1993 | 21. August   | Jon Drummond, Andre Cason, Dennis Mitchell, Leroy Burrell               | USA        | 37,40 s (Egalisierung) | Stuttgart, Weltmeisterschaften |
| 2008 | 22. August   | Nesta Carter, Michael Frater, Usain Bolt, Asafa Powell                  | Jamaika    | 37,10 s                | Peking, Olympische Spiele      |
| 2011 | 4. September | Nesta Carter, Michael Frater, Yohan Blake, Usain Bolt                   | Jamaika    | 37,04 s                | Daegu, Weltmeisterschaften     |
| 2012 | 11. August   | Nesta Carter, Michael Frater, Yohan Blake, Usain Bolt                   | Jamaika    | 36,84 s                | London, Olympische Spiele      |

## 4 × 200 m Staffel
| Jahr | Datum      | Athleten                                              | Land | Zeit        | gelaufen in  |
| ---- | ---------- | ----------------------------------------------------- | ---- | ----------- | ------------ |
| 1989 | 23. August | Danny Everett, Leroy Burrell, Floyd Heard, Carl Lewis | USA  | 1:19,38 min | Koblenz      |
| 1992 | 25. April  | Santa Monica Track Club                               | USA  | 1:19,11 min | Philadelphia |
| 1994 | 17. April  | Michael Marsh, Leroy Burrell, Floyd Heard, Carl Lewis | USA  | 1:18,68 min | Walnut       |

## 4 × 400 m Staffel
| Jahr | Datum      | Athleten                                                     | Land | Zeit        | gelaufen in                    |
| ---- | ---------- | ------------------------------------------------------------ | ---- | ----------- | ------------------------------ |
| 1988 | 1. Oktober | Danny Everett, Steve Lewis, Kevin Robinzine, Butch Reynolds  | USA  | 2:56,16 min | Seoul, Olympische Spiele       |
| 1992 | 8. August  | Andrew Valmon, Quincy Watts, Michael Johnson, Steve Lewis    | USA  | 2:55,74 min | Barcelona, Olympische Spiele   |
| 1993 | 22. August | Andrew Valmon, Quincy Watts, Butch Reynolds, Michael Johnson | USA  | 2:54,29 min | Stuttgart, Weltmeisterschaften |

wegen Dopings aberkannte Weltrekorde
- 1998 22. Juli – Jerome Young, Antonio Pettigrew, Tyree Washington, Michael Johnson,  USA 2:54,20 min gelaufen in Hempstead (New York), aberkannt am 12. August 2008[2]

## 4 × 800 m Staffel
| Jahr | Datum      | Athleten                                                      | Land                   | Zeit        | gelaufen in                 |
| ---- | ---------- | ------------------------------------------------------------- | ---------------------- | ----------- | --------------------------- |
| 1978 | 12. August |                                                               | Sowjetunion            | 7:08,1 min  | Podolsk                     |
| 1982 | 30. August |                                                               | Vereinigtes Königreich | 7:03,89 min | London                      |
| 2006 | 25. August | Joseph Mutua, William Yiampoy, Ismael Kombich, Wilfred Bungei | Kenia                  | 7:02,43 min | Brüssel, Memorial Van Damme |

## 4 × 1500 m Staffel
| Jahr | Datum        | Athleten                                                                               | Land           | Zeit         | gelaufen in                 |
| ---- | ------------ | -------------------------------------------------------------------------------------- | -------------- | ------------ | --------------------------- |
| 1973 | 22. August   |                                                                                        | Neuseeland     | 14:40,4 min  | Oslo                        |
| 1977 | 17. August   | Thomas Wessinghage, Harald Hudak, Michael Lederer, Karl Fleschen                       | BR Deutschland | 14:38,8 min  | Köln, Müngersdorfer Stadion |
| 2009 | 4. September | William Biwott Tanui, Gideon Gathimba, Geoffrey Kipkoech Rono, Augustine Kiprono Choge | Kenia          | 14:36,23 min | Brüssel, Memorial Van Damme |

## 20 km Gehen
| Jahr | Datum         | Athlet                     | Land                            | Zeit      | gelaufen in      |
| ---- | ------------- | -------------------------- | ------------------------------- | --------- | ---------------- |
| 1972 | 30. Juli      | Paul Nihill                | Vereinigtes Königreich          | 1:24:50 h | Douglas          |
| 1976 | 30. Mai       | Daniel Bautista            | Mexiko                          | 1:23:40 h | Bydgoszcz        |
| 1978 | 19. Juli      | Anatolij Solomin           | Sowjetunion                     | 1:23:30 h | Vilnius          |
| 1978 | 30. August    | Roland Wieser              | Deutsche Demokratische Republik | 1:23:12 h | Prag             |
| 1979 | 13. Mai       | Wadim Zwetkow              | Sowjetunion                     | 1:22:19 h | Klaipėda         |
| 1979 | 19. Mai       | Daniel Bautista            | Mexiko                          | 1:22:16 h | Valencia         |
| 1979 | 9. Juni       | Daniel Bautista            | Mexiko                          | 1:22:04 h | Vretstorp        |
| 1979 | 9. September  | Reima Salonen              | Finnland                        | 1:21:01 h | Raisio           |
| 1980 | 30. März      | Daniel Bautista            | Mexiko                          | 1:21:00 h | Xalapa           |
| 1980 | 27. April     | Domingo Colin              | Mexiko                          | 1:19:35 h | Tscherkassy      |
| 1983 | 24. September | Jozef Pribilinec           | Tschechoslowakei                | 1:19:30 h | Bergen           |
| 1987 | 3. Mai        | Carlos Mercenario          | Mexiko                          | 1:19:24 h | New York City    |
| 1987 | 21. Juni      | Axel Noack                 | Deutsche Demokratische Republik | 1:19:12 h | Karl-Marx-Stadt  |
| 1988 | 30. Juli      | Michail Schtschennikow     | Sowjetunion                     | 1:19:08 h | Kiew             |
| 1990 | 26. Mai       | Andrei Perlow              | Sowjetunion                     | 1:18:20 h | Moskau           |
| 1990 | 16. September | Pavol Blažek               | Tschechoslowakei                | 1:18:13 h | Hildesheim       |
| 1994 | 7. April      | Bu Lingtang                | Volksrepublik China             | 1:18:04 h | Peking           |
| 1999 | 8. Mai        | Julio René Martínez        | Guatemala                       | 1:17:46 h | Eisenhüttenstadt |
| 2002 | 28. April     | Francisco Javier Fernández | Spanien                         | 1:17:22 h | Turku            |
| 2003 | 23. August    | Jefferson Pérez            | Ecuador                         | 1:17:21 h | Paris            |
| 2007 | 29. September | Wladimir Kanaikin          | Russland                        | 1:17:16 h | Saransk          |
| 2015 | 15. März      | Yūsuke Suzuki              | Japan                           | 1:16:36 h | Nomi             |

## 50 km Gehen
| Jahr | Datum       | Athlet              | Land                            | Zeit      | gelaufen in                   |
| ---- | ----------- | ------------------- | ------------------------------- | --------- | ----------------------------- |
| 1972 | 27. Juni    | Bernd Kannenberg    | BR Deutschland                  | 3:52:45 h | Bremen                        |
| 1978 | 23. April   | Raúl González       | Mexiko                          | 3:45:52 h | Mixhuca                       |
| 1978 | 11. Juni    | Raúl González       | Mexiko                          | 3:41:20 h | Poděbrady                     |
| 1983 | 13. Mai     | José Marín          | Spanien                         | 3:40:46 h | Valencia                      |
| 1984 | 20. Februar | Ronald Weigel       | Deutsche Demokratische Republik | 3:38:31 h | Berlin                        |
| 1986 | 25. Juni    | Ronald Weigel       | Deutsche Demokratische Republik | 3:38:17 h | Potsdam                       |
| 1989 | 5. August   | Andrei Perlow       | Sowjetunion                     | 3:37:41 h | Leningrad                     |
| 2000 | 21. Mai     | Waleri Spizyn       | Russland                        | 3:37:26 h | Moskau                        |
| 2003 | 27. August  | Robert Korzeniowski | Polen                           | 3:36:03 h | Paris                         |
| 2006 | 2. Dezember | Nathan Deakes       | Australien                      | 3:35:47 h | Geelong                       |
| 2008 | 11. Mai     | Denis Nischegorodow | Russland                        | 3:34:14 h | Tscheboksary                  |
| 2014 | 15. August  | Yohann Diniz        | Frankreich                      | 3:32:33 h | Zürich, Europameisterschaften |

## Hochsprung
- 1971 3. August – Pat Matzdorf, USA, erreichte im Hochsprung 2,29 m
- 1973 11. Dezember – Dwight Stones, USA, erreichte im Hochsprung 2,30 m
- 1976 4. August – Dwight Stones, USA, erreichte im Hochsprung 2,32 m
- 1977 2. Juli – Wladimir Jaschtschenko, Russland, erreichte im Hochsprung 2,33 m
- 1978 16. Juli – Wladimir Jaschtschenko, Russland, erreichte im Hochsprung 2,34 m
- 1980 25. Juni – Jacek Wszoła, Polen, erreichte im Hochsprung 2,35 m
- 1980 26. Juni – Dietmar Mögenburg, BRD, erreichte im Hochsprung 2,35 m
- 1980 1. August – Gerd Wessig, DDR, erreichte im Hochsprung 2,36 m
- 1983 11. Juni – Zhu Jianhua, China, erreichte im Hochsprung 2,37 m
- 1983 22. Mai – Zhu Jianhua, China, erreichte im Hochsprung 2,38 m
- 1984 10. Juni – Zhu Jianhua, China, erreichte im Hochsprung 2,39 m
- 1985 10. September – Rudolf Powarnizyn, Russland, erreichte im Hochsprung 2,40 m
- 1985 4. September – Igor Paklin, Russland, erreichte im Hochsprung 2,41 m
- 1987 30. Juli – Patrik Sjöberg, Schweden, erreichte im Hochsprung 2,42 m
- 1988 8. November – Javier Sotomayor, Kuba, erreichte im Hochsprung 2,43 m
- 1993 27. August – Javier Sotomayor, Kuba, erreichte im Hochsprung 2,45 m

## Stabhochsprung
- 1972 12. Juli – Kjell Isaksson, Schweden, erreichte im Stabhochsprung 5,55 m
- 1972 23. Juni – Kjell Isaksson, Schweden, erreichte im Stabhochsprung 5,59 m
- 1972 23. Juni – Bob Seagren, USA, erreichte im Stabhochsprung 5,59 m
- 1975 28. Juni – David Roberts, USA, erreichte im Stabhochsprung 5,65 m
- 1976 29. Juni – Earl Bell, USA, erreichte im Stabhochsprung 5,67 m
- 1976 22. Juli – David Roberts, USA, erreichte im Stabhochsprung 5,70 m
- 1980 11. Juni – Władysław Kozakiewicz, Polen, erreichte im Stabhochsprung 5,72 m
- 1980 1. Juli – Thierry Vigneron, Frankreich, erreichte im Stabhochsprung 5,75 m
- 1980 29. Juni – Thierry Vigneron, Frankreich, erreichte im Stabhochsprung 5,75 m
- 1980 30. Juli – Władysław Kozakiewicz, Polen, erreichte im Stabhochsprung 5,78 m
- 1981 20. Juli – Thierry Vigneron, Frankreich, erreichte im Stabhochsprung 5,80 m
- 1981 26. Juli – Wladimir Poljakow, Sowjetunion, erreichte im Stabhochsprung 5,81 m
- 1983 28. April – Pierre Quinon, Frankreich, erreichte im Stabhochsprung 5,82 m
- 1983 1. Mai – Thierry Vigneron, Frankreich, erreichte im Stabhochsprung 5,83 m
- 1984 26. Juni – Serhij Bubka, Sowjetunion, erreichte im Stabhochsprung 5,85 m
- 1984 2. Juli – Serhij Bubka, Sowjetunion, erreichte im Stabhochsprung 5,88 m
- 1984 13. August – Serhij Bubka, Sowjetunion, erreichte im Stabhochsprung 5,90 m
- 1984 31. August – Thierry Vigneron, Frankreich, erreichte im Stabhochsprung 5,91 m
- 1984 31. August – Serhij Bubka, Sowjetunion, erreichte im Stabhochsprung 5,94 m
- 1985 13. Juni – Serhij Bubka, Sowjetunion, erreichte im Stabhochsprung 6,00 m
- 1986 8. Juli – Serhij Bubka, Sowjetunion, erreichte im Stabhochsprung 6,01 m
- 1987 23. Juli – Serhij Bubka, Sowjetunion, erreichte im Stabhochsprung 6,03 m
- 1988 9. Juni – Serhij Bubka, Sowjetunion, erreichte im Stabhochsprung 6,05 m
- 1988 10. Juli – Serhij Bubka, Sowjetunion, erreichte im Stabhochsprung 6,06 m
- 1991 6. Mai – Serhij Bubka, Sowjetunion, erreichte im Stabhochsprung 6,07 m
- 1991 9. Juni – Serhij Bubka, Sowjetunion, erreichte im Stabhochsprung 6,08 m
- 1991 8. Juli – Serhij Bubka, Sowjetunion, erreichte im Stabhochsprung 6,09 m
- 1991 5. August – Serhij Bubka, Sowjetunion, erreichte im Stabhochsprung 6,10 m
- 1992 13. Juni – Serhij Bubka, Ukraine, erreichte im Stabhochsprung 6,11 m
- 1992 30. April – Serhij Bubka, Ukraine, erreichte im Stabhochsprung 6,12 m
- 1992 19. September – Serhij Bubka, Ukraine, erreichte im Stabhochsprung 6,13 m
- 1994 31. Juli – Serhij Bubka, Ukraine, erreichte im Stabhochsprung 6,14 m
- 2014 15. Februar – Renaud Lavillenie, Frankreich, erreichte im Stabhochsprung 6,16 m (in der Halle)
- 2024 20. April - Armand Duplantis erreichte im Stabhochsprung 6,24 m

## Weitsprung
| Jahr | Datum       | Athlet      | Land | Weite  |
| ---- | ----------- | ----------- | ---- | ------ |
| 1968 | 18. Oktober | Bob Beamon  | USA  | 8,90 m |
| 1991 | 30. August  | Mike Powell | USA  | 8,95 m |

## Dreisprung
| Jahr | Datum        | Athlet                  | Land                   | Weite   |
| ---- | ------------ | ----------------------- | ---------------------- | ------- |
| 1971 | 4. September | Pedro Pérez Dueñas      | Kuba                   | 17,40 m |
| 1972 | 17. Oktober  | Wiktor Sanejew          | Russland               | 17,44 m |
| 1975 | 15. Oktober  | João Carlos de Oliveira | Brasilien              | 17,89 m |
| 1985 | 16. Juli     | Willie Banks            | Vereinigte Staaten     | 17,97 m |
| 1995 | 18. August   | Jonathan Edwards        | Vereinigtes Königreich | 17,98 m |
| 1995 | 6. September | Jonathan Edwards        | Vereinigtes Königreich | 18,29 m |

## Kugelstoßen
- 1973 5. Juni – Al Feuerbach, USA, erreichte im Kugelstoßen 21,82 m
- 1976 10. Juli – Alexandr Baryschnikow, Russland, erreichte im Kugelstoßen 22,00 m
- 1978 6. August – Udo Beyer, DDR, erreichte im Kugelstoßen 22,15 m
- 1983 25. Juli – Udo Beyer, DDR, erreichte im Kugelstoßen 22,22 m
- 1985 22. Oktober – Ulf Timmermann, DDR, erreichte im Kugelstoßen 22,62 m
- 1986 20. April – Udo Beyer, DDR, erreichte im Kugelstoßen 22,64 m
- 1987 12. August – Alessandro Andrei, Italien, erreichte im Kugelstoßen 22,91 m
- 1988 22. Juni – Ulf Timmermann, DDR, erreichte im Kugelstoßen 23,06 m
- 1990 20. Juni – Randy Barnes, USA, erreichte im Kugelstoßen 23,12 m

## Diskuswurf
| Jahr | Datum        | Athlet           | Land                            | Weite   | geworfen in    |
| ---- | ------------ | ---------------- | ------------------------------- | ------- | -------------- |
| 1972 | 5. August    | Ricky Bruch      | Schweden                        | 68,4 m  |                |
| 1975 | 14. Juni     | John van Reenen  | Südafrika                       | 68,48 m |                |
| 1975 | 3. Juli      | John Powell      | USA                             | 69,08 m |                |
| 1976 | 1. Juli      | Mac Wilkins      | USA                             | 70,86 m |                |
| 1978 | 8. September | Wolfgang Schmidt | Deutsche Demokratische Republik | 71,16 m |                |
| 1983 | 29. Mai      | Juri Dumtschew   | Russland                        | 71,86 m |                |
| 1986 | 6. Juni      | Jürgen Schult    | Deutsche Demokratische Republik | 74,08 m | Neubrandenburg |

## Hammerwurf
- 1971 (4. Oktober): Walter Schmidt, BRD, erreichte im Hammerwurf 76,40 m
- 1974 (11. September): Alexei Spiridonow, Sowjetunion, erreichte im Hammerwurf 76,66 m
- 1975 (19. Mai): Karl-Hans Riehm, BRD, erreichte im Hammerwurf 76,70 m
- 1975 (19. Mai): Karl-Hans Riehm, BRD, erreichte im Hammerwurf 77,76 m
- 1975 (19. Mai): Karl-Hans Riehm, BRD, erreichte im Hammerwurf 78,50 m
- 1978 (6. August): Karl-Hans Riehm, BRD, erreichte im Hammerwurf 80,32 m
- 1980 (16. Juni): Jurij Sedych, Sowjetunion, erreichte im Hammerwurf 80,38 m
- 1980 (16. Juni): Jüri Tamm, Sowjetunion, erreichte im Hammerwurf 80,46 m
- 1980 (16. Juni) Jurij Sedych, Sowjetunion, erreichte im Hammerwurf 80,64 m
- 1980 (24. Juni): Sergei Litwinow, Sowjetunion, erreichte im Hammerwurf 81,66 m
- 1980 (31. August): Jurij Sedych, Sowjetunion, erreichte im Hammerwurf 81,80 m
- 1982 (4. Juli): Sergei Litwinow, Sowjetunion, erreichte im Hammerwurf 83,98 m
- 1983 (21. Juli): Sergei Litwinow, Sowjetunion, erreichte im Hammerwurf 84,14 m
- 1984 (3. Dezember): Jurij Sedych, Sowjetunion, erreichte im Hammerwurf 86,34 m
- 1986 (22. Juli): Jurij Sedych, Sowjetunion, erreichte im Hammerwurf 86,66 m
- 1986 (30. August): Jurij Sedych, Sowjetunion, erreichte im Hammerwurf 86,74 m

## Speerwurf
- 1972 6. August – Jānis Lūsis, Sowjetunion, erreichte im Speerwurf 93,8 m
- 1973 5. Juni – Klaus Wolfermann, BRD, erreichte im Speerwurf 94,08 m
- 1976 26. August – Miklós Németh, Ungarn, erreichte im Speerwurf 94,58 m
- 1980 22. September – Ferenc Paragi, Ungarn, erreichte im Speerwurf 96,72 m
- 1983 15. Juni – Tom Petranoff, USA, erreichte im Speerwurf 99,72 m
- 1984 20. Juli – Uwe Hohn, DDR, erreichte im Speerwurf 104,8 m
- seit 1986 wird eine neue Art von Speeren verwendet
- 1986 20. September – Klaus Tafelmeier, BRD, erreichte im Speerwurf 85,74 m
- 1987 31. Juli – Jan Železný, Tschechoslowakei, erreichte im Speerwurf 87,66 m
- 1990 24. Juni – Patrik Bodén, Schweden, erreichte im Speerwurf 89,10 m
- 1992 25. August – Steve Backley, Vereinigtes Königreich, erreichte im Speerwurf 91,46 m
- 1993 28. März – Jan Železný, Tschechische Republik, erreichte im Speerwurf 95,66 m
- 1996 25. Mai – Jan Železný, Tschechische Republik, erreichte im Speerwurf 98,48 m

## Zehnkampf
- 1972 8. Mai – Mykola Awilow, Sowjetunion, erreichte im Zehnkampf 8454 P.
- 1972 8. September – Mykola Awilow, Sowjetunion, erreichte im Zehnkampf 8466 P.
- 1975 1. August – Bruce Jenner, USA, erreichte im Zehnkampf 8524 P.
- 1976 30. August – Bruce Jenner, USA, erreichte im Zehnkampf 8618 P.
- 1980 14. Juli – Guido Kratschmer, BRD, erreichte im Zehnkampf 8649 P.
- 1982 23. Juni – Daley Thompson, Vereinigtes Königreich, erreichte im Zehnkampf 8704 P.
- 1982 15. August – Jürgen Hingsen, BRD, erreichte im Zehnkampf 8723 P.
- 1982 7. September – Daley Thompson, Vereinigtes Königreich, erreichte im Zehnkampf 8774 P.
- 1983 6. Juli – Jürgen Hingsen, BRD, erreichte im Zehnkampf 8779 P.
- 1984 9. Juni – Jürgen Hingsen, BRD, erreichte im Zehnkampf 8798 P.
- 1984 8. September – Daley Thompson, Vereinigtes Königreich, erreichte im Zehnkampf 8847 P.
- 1992 5. November – Dan O’Brien, USA, erreichte im Zehnkampf 8891 P.
- 1999 4. August – Tomáš Dvořák, Tschechien, erreichte im Zehnkampf 8994 P.
- 2001 27. Mai – Roman Šebrle, Tschechien, erreichte im Zehnkampf 9026 P.
- 2012 23. Juni – Ashton Eaton, USA, erreichte im Zehnkampf 9039 P.
- 2015 29. August – Ashton Eaton, USA, erreichte im Zehnkampf 9045 P.
- 2018 16. September – Kevin Mayer, Frankreich, erreichte im Zehnkampf 9126 P.